# Per Palme
Per Olof Palme, född 7 november 1914 i Sigtuna, död 9 april 1983 i Oslo, var en svensk konsthistoriker.
Palme blev filosofie doktor vid Uppsala universitet 1956 med avhandlingen The Triumph of Peace. A Study of the White Hall Banqueting House. År 1957 blev han docent vid Göteborgs universitet. Från 1962 fram till sin död tjänstgjorde han som professor i konsthistoria vid Universitetet i Oslo.
Per Palme var bror till historikern Sven Ulric Palme och kusin till statsministern Olof Palme.